# The Last Time (Carina Round)
The Last Time è un singolo della cantautrice britannica Carina Round, pubblicato l'8 novembre 2011 come unico estratto dal quarto album in studio Tigermending.

## Descrizione
Dopo essere stato inizialmente diffuso per via radiofonica nell'ottobre 2011, il singolo è stato distribuito il mese successivo in tiratura limitata su vinile e in download digitale.

## Video musicale
Un video per il brano, diretto da Scott Rhea e avente la partecipazione di Sierra Swan, è stato reso disponibile in concomitanza con il lancio del singolo.

## Tracce
Download digitale
1. The Last Time – 4:50 (Carina Round, Oliver James)

7"
- Lato A

1. The Last Time (feat. Sierra Swan) – 4:50 (Carina Round, Oliver James)

- Lato B

1. Girl and the Ghost (Puscifer Remix) – 3:59 (Carina Round, Zac Rae)

## Formazione
Hanno partecipato alle registrazioni, secondo le note di copertina:
Musicisti
- Carina Round – voce, chitarra acustica (traccia 2)
- Sierra Swan – voce (traccia 1)
- TJ Livermore – chitarra
- Simon Jason Smith – contrabbasso
- Danny T. Levin – ottoni (traccia 1)
- Scott Seiver – batteria (traccia 1)
- Claire Acey – voce (traccia 2)
- Django Stewart – voce (traccia 2)
- Sam Stewart – voce (traccia 2)
- Zac Rae – kalimba (traccia 2)
- Blair Sinta – batteria e percussioni (traccia 2)

Produzione
- Dan Burs – produzione, registrazione, missaggio
- Carina Round – produzione, registrazione
- Bruce Lampcov – produzione esecutiva
- Mat Mitchell – remix (traccia 2)
- Greg Calibi – mastering (Sterling Sound)
- Melissa Aubert – illustrazione copertina, fotografia
- Oliver James – fotografia